# Alejandro Miguel Sánchez
Alejandro Miguel Sánchez (Buenos Aires, 25 ottobre 1986) è un calciatore argentino, portiere del Def. Unidos.

## Carriera
È cresciuto nelle giovanili del Platense.